# Myrmecia dichospila
Myrmecia dichospila är en myrart som beskrevs av Clark 1938. Myrmecia dichospila ingår i släktet bulldoggsmyror, och familjen myror. Inga underarter finns listade i Catalogue of Life.